# Santa Ana (Sonora)
Santa Ana es una localidad mexicana ubicada en el norte del estado de Sonora, en la región noroeste del país. Es cabecera del municipio homónimo y forma parte del Desierto de Sonora. Su posición estratégica la convierte en un importante punto de conexión vial, ya que en sus inmediaciones se cruzan dos de las principales autopistas federales: la Carretera Federal 2, que recorre la frontera norte hacia Tijuana, Baja California, y la Carretera Federal 15, que conecta con Nogales, Sonora, en la frontera con los Estados Unidos. Esta condición le ha valido el sobrenombre de "La llave del desierto", al actuar como cruce clave entre las rutas del norte y el noroeste de México.
El asentamiento actual se consolidó en el siglo XIX como punto de paso y abastecimiento en las rutas comerciales del norte de Sonora. Su desarrollo estuvo ligado al crecimiento del comercio fronterizo, la agricultura regional y, posteriormente, al auge del transporte carretero. Durante el siglo XX, se fortaleció como nodo logístico regional, lo que impulsó su consolidación como cabecera municipal y reforzó su identidad como punto clave en el desierto sonorense.

## Toponimia
El nombre de Santa Ana proviene de la festividad religiosa en honor a Santa Ana, madre de la Virgen María. Es común que muchos municipios en México adopten nombres de santos, reflejando la influencia religiosa en la historia del país. En el caso de Santa Ana, el nombre está vinculado a la tradición católica de la región, donde se celebran festividades en honor a la Virgen María y sus progenitores.
El municipio es conocido por su apodo "La llave del desierto", que hace referencia a su ubicación estratégica entre la Carretera Federal 2, que conecta con Tijuana, Baja California, y la Carretera Federal 15, que conduce hacia Nogales, Sonora. Este apodo resalta su papel como punto clave en el Desierto de Sonora para el tránsito y comercio.

## Historia

### Fundación
El territorio de Santa Ana fue originalmente habitado por el pueblo pima. En 1880, el pueblo de Santa Ana se encontraba al margen derecho del Río Magdalena, conocido hoy como Santa Ana Viejo. En 1882, con la finalización de la construcción del ferrocarril que conectaba Hermosillo con Nogales, varios ex-trabajadores del ferrocarril decidieron asentarse cerca de la estación, que contaba con servicio telegráfico, siendo Benigno García el primer telegrafista. Este hecho cambió radicalmente la forma de vida local. A partir de la llegada del ferrocarril, la población comenzó a referirse al lugar como "La Estación", primer nombre de la ciudad.
El primer fundador fue el Señor Don Diego A. Moreno, quien, con su negocio de carros de tiro de mula, proveía a los trabajadores del ferrocarril de la mercancía necesaria para su manutención y parte de la población de Altar y Caborca. Debido a la constante interacción con los trabajadores del ferrocarril, decidió establecer su residencia en la zona, lo que dio origen a la fundación del poblado. Continuaron su labor los señores Benigno García y los Serna. En 1883, con la fundación del Ferrocarril Sud-Pacífico y la aprobación del presidente de la República, Porfirio Díaz, se consolidó oficialmente la población de Santa Ana.
Pedro Leyva, un empresario local que operaba diligencias en las rutas de la región y era dueño de varias minas, fue clave en el trazado y construcción de algunas de las primeras calles de la ciudad en 1883. La planificación de la ciudad comenzó con la extensión de la calle principal que unía la estación del ferrocarril con el antiguo pueblo de Santa Ana Viejo, conocida hoy como la calle Diego A. Moreno. Entre 1886 y 1888, se trazaron otras calles en dirección este-oeste y avenidas de noroeste a suroeste.

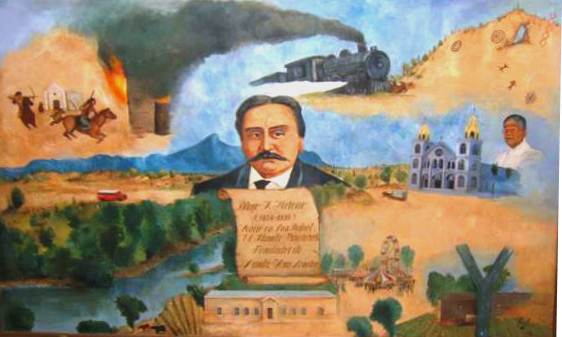
Pintura Mural de la historia de Santa Ana con Don Diego A. Moreno como protagonista al centro por el Profesor José Ríos Ramos en ubicado el Ayuntamiento Local.

En 1890, Diego A. Moreno fue nombrado presidente municipal y promovió la creación de los primeros servicios públicos, como la cárcel, nuevas oficinas municipales y una escuela primaria. Por estas contribuciones, se le considera el fundador de Santa Ana.
La primera industria de la población fue el molino harinero "El Águila". Antiguamente, había grandes latifundios, regenteados principalmente por los señores León Serna y Arturo Serna, quienes abarcaban grandes extensiones de siembra, principalmente de trigo. Posteriormente, el Gobierno convirtió estos terrenos en ejidos, los cuales actualmente comprenden las áreas de El Claro, San Vicente, Santa Rita, La Cieneguita, Santa Martha y El Pantanito.

### Encuentro de culturas
Con el paso del tiempo, muchas personas de diferentes partes del mundo decidieron establecerse en este recién fundado municipio, tanto nacionales como extranjeros, entre los que se encontraban europeos y asiáticos, buscando un nuevo comienzo en sus vidas. La llegada de la población china fue especialmente notable, y sus integrantes se destacaron en la actividad comercial. Actualmente, algunos de sus descendientes siguen formando parte de la comunidad.
Durante la Revolución Mexicana, algunos miembros de esta comunidad china cambiaron sus apellidos para ocultarse de la persecución de Pancho Villa en 1910, y evitar ser extraditados por el gobierno mexicano en 1930.
Un ejemplo de esta historia es el Maestro José Cirilo Ríos Ramos, cuyo verdadero apellido es Wong. Él no oculta sus orígenes, al contrario, los lleva con gran orgullo. Don José Cirilo Ríos Ramos es un reconocido artista y, actualmente, cronista de la comunidad. Es el autor del mural que adorna el Ayuntamiento de Santa Ana, donde plasma con gran maestría la historia de la ciudad.
Otros miembros de la comunidad china regresaron a su país, como el "Chino Pinturas", el "Luntayn", el "Chino Torero" (cuya identidad permanece en el olvido) y otro conocido como el "Chino Lauro", propietario de la tienda Hermanos Tapia. Estos vendieron sus propiedades, que se encontraban principalmente en lo que hoy es la calle Obregón (antigua calle Espino), a diversas familias locales.

## Geografía

### Ubicación
El municipio de Santa Ana se encuentra en la región noroeste del estado de Sonora, México. Su cabecera municipal, la ciudad de Santa Ana, está estratégicamente situada a una altitud aproximada de 670 metros sobre el nivel del mar, en las coordenadas 30°32′26″ de latitud norte y 111°07′14″ de longitud oeste.
Esta localidad se ubica sobre el eje de importantes vías de comunicación: se encuentra a unos 168 kilómetros al norte de Hermosillo, capital del estado, y a 100 kilómetros al sur de la ciudad fronteriza de Nogales, lo que le confiere una posición geográfica relevante en el corredor comercial que conecta el centro de Sonora con la frontera de Estados Unidos.
Santa Ana limita geográficamente con los siguientes municipios: al norte con Magdalena de Kino y Tubutama, al este con Cucurpe, al sur con Benjamín Hill y Opodepe, y al oeste con Trincheras. Esta ubicación le otorga una diversidad geográfica y cultural significativa, siendo un punto de tránsito importante tanto para el transporte terrestre como para actividades económicas relacionadas con el comercio regional e internacional.

### Clima
El clima de Santa Ana se clasifica como semiárido cálido BSh en la clasificación climática de Köppen, característico del noroeste de Sonora. Se distingue por inviernos templados y veranos extremadamente calurosos. Las temperaturas durante los meses de verano —especialmente en junio, julio y agosto— pueden superar fácilmente los 40 °C, mientras que en invierno, en los meses de diciembre y enero, las temperaturas mínimas descienden hasta 5 °C o menos durante la madrugada, aunque las máximas se mantienen moderadas, alrededor de los 20 °C.
La temporada de lluvias ocurre principalmente durante el verano, como parte del monzón de Norteamérica, trayendo consigo tormentas intensas pero breves, especialmente en los meses de julio y agosto. La precipitación anual promedio ronda los 300 a 400 mm, aunque varía de un año a otro. Este régimen climático incide directamente en las actividades agrícolas y ganaderas de la región, así como en la disponibilidad de agua para la población.
| Parámetros climáticos promedio de Santa Ana, Sonora (1951-2010)                  | Parámetros climáticos promedio de Santa Ana, Sonora (1951-2010) | Parámetros climáticos promedio de Santa Ana, Sonora (1951-2010) | Parámetros climáticos promedio de Santa Ana, Sonora (1951-2010) | Parámetros climáticos promedio de Santa Ana, Sonora (1951-2010) | Parámetros climáticos promedio de Santa Ana, Sonora (1951-2010) | Parámetros climáticos promedio de Santa Ana, Sonora (1951-2010) | Parámetros climáticos promedio de Santa Ana, Sonora (1951-2010) | Parámetros climáticos promedio de Santa Ana, Sonora (1951-2010) | Parámetros climáticos promedio de Santa Ana, Sonora (1951-2010) | Parámetros climáticos promedio de Santa Ana, Sonora (1951-2010) | Parámetros climáticos promedio de Santa Ana, Sonora (1951-2010) | Parámetros climáticos promedio de Santa Ana, Sonora (1951-2010) | Parámetros climáticos promedio de Santa Ana, Sonora (1951-2010) |
| Mes                                                                              | Ene.                                                            | Feb.                                                            | Mar.                                                            | Abr.                                                            | May.                                                            | Jun.                                                            | Jul.                                                            | Ago.                                                            | Sep.                                                            | Oct.                                                            | Nov.                                                            | Dic.                                                            | Anual                                                           |
| -------------------------------------------------------------------------------- | --------------------------------------------------------------- | --------------------------------------------------------------- | --------------------------------------------------------------- | --------------------------------------------------------------- | --------------------------------------------------------------- | --------------------------------------------------------------- | --------------------------------------------------------------- | --------------------------------------------------------------- | --------------------------------------------------------------- | --------------------------------------------------------------- | --------------------------------------------------------------- | --------------------------------------------------------------- | --------------------------------------------------------------- |
| Temp. máx. abs. (°C)                                                             | 39.0                                                            | 43.0                                                            | 43.0                                                            | 43.0                                                            | 49.0                                                            | 49.0                                                            | 48.0                                                            | 45.0                                                            | 46.0                                                            | 44.0                                                            | 40.0                                                            | 38.0                                                            | 49.0                                                            |
| Temp. máx. media (°C)                                                            | 21.3                                                            | 23.3                                                            | 26.3                                                            | 29.5                                                            | 34.3                                                            | 38.3                                                            | 37.6                                                            | 36.3                                                            | 35.4                                                            | 31.0                                                            | 25.8                                                            | 21.4                                                            | 30.0                                                            |
| Temp. media (°C)                                                                 | 13.1                                                            | 14.5                                                            | 17.1                                                            | 19.5                                                            | 23.6                                                            | 28.2                                                            | 29.2                                                            | 28.2                                                            | 26.7                                                            | 22.0                                                            | 16.8                                                            | 13.2                                                            | 21.0                                                            |
| Temp. mín. media (°C)                                                            | 5.1                                                             | 5.8                                                             | 7.8                                                             | 9.4                                                             | 13.0                                                            | 18.2                                                            | 20.7                                                            | 20.2                                                            | 18.1                                                            | 13.0                                                            | 7.9                                                             | 5.0                                                             | 12.0                                                            |
| Temp. mín. abs. (°C)                                                             | -12.0                                                           | -8.0                                                            | -6.0                                                            | 0.0                                                             | 0.0                                                             | 0.0                                                             | 0.0                                                             | 0.0                                                             | 0.0                                                             | 0.0                                                             | -6.0                                                            | -8.0                                                            | -12.0                                                           |
| Precipitación total (mm)                                                         | 21.5                                                            | 16.7                                                            | 14.6                                                            | 7.0                                                             | 2.3                                                             | 8.1                                                             | 89.0                                                            | 90.1                                                            | 33.9                                                            | 19.0                                                            | 16.0                                                            | 30.9                                                            | 349.1                                                           |
| Días de precipitaciones (≥ 0.1 mm)                                               | 1.9                                                             | 1.8                                                             | 1.3                                                             | 0.7                                                             | 0.3                                                             | 0.7                                                             | 6.5                                                             | 6.8                                                             | 2.8                                                             | 1.2                                                             | 1.3                                                             | 2.6                                                             | 27.9                                                            |
| Fuente: Servicio Meteorológico Nacional. Actualizado el 14 de diciembre de 2016. |                                                                 |                                                                 |                                                                 |                                                                 |                                                                 |                                                                 |                                                                 |                                                                 |                                                                 |                                                                 |                                                                 |                                                                 |                                                                 |

### Flora y fauna

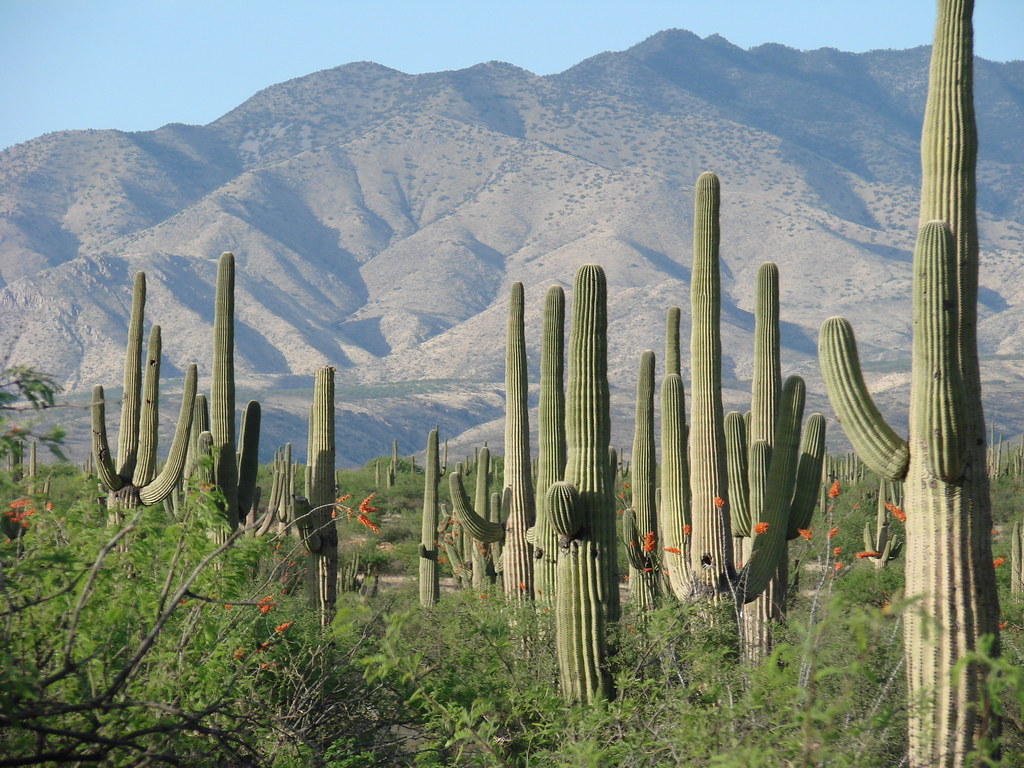
Sahuaros en Sonora

Dada su ubicación en la región del Desierto de Sonora, Santa Ana posee una flora y fauna adaptadas a climas áridos. La vegetación predominante incluye mezquites, sahuaros, nopales, gobernadoras, paloverdes y diversos tipos de matorral desértico. Estas especies son resistentes a la sequía y tienen un importante papel en el equilibrio ecológico local.
En cuanto a la fauna, es común encontrar especies como el coyote, correcaminos, liebre, zorro del desierto, venado bura y diversos reptiles, como serpientes de cascabel y lagartijas cornudas. También se observan aves como el carpintero, el búho, el halcón cola roja y el emblemático águila real en algunas zonas elevadas.
El entorno natural de Santa Ana no solo define la identidad ecológica del municipio, sino que también ofrece oportunidades para la educación ambiental, el ecoturismo y la conservación de especies nativas.

## Demografía

### Población

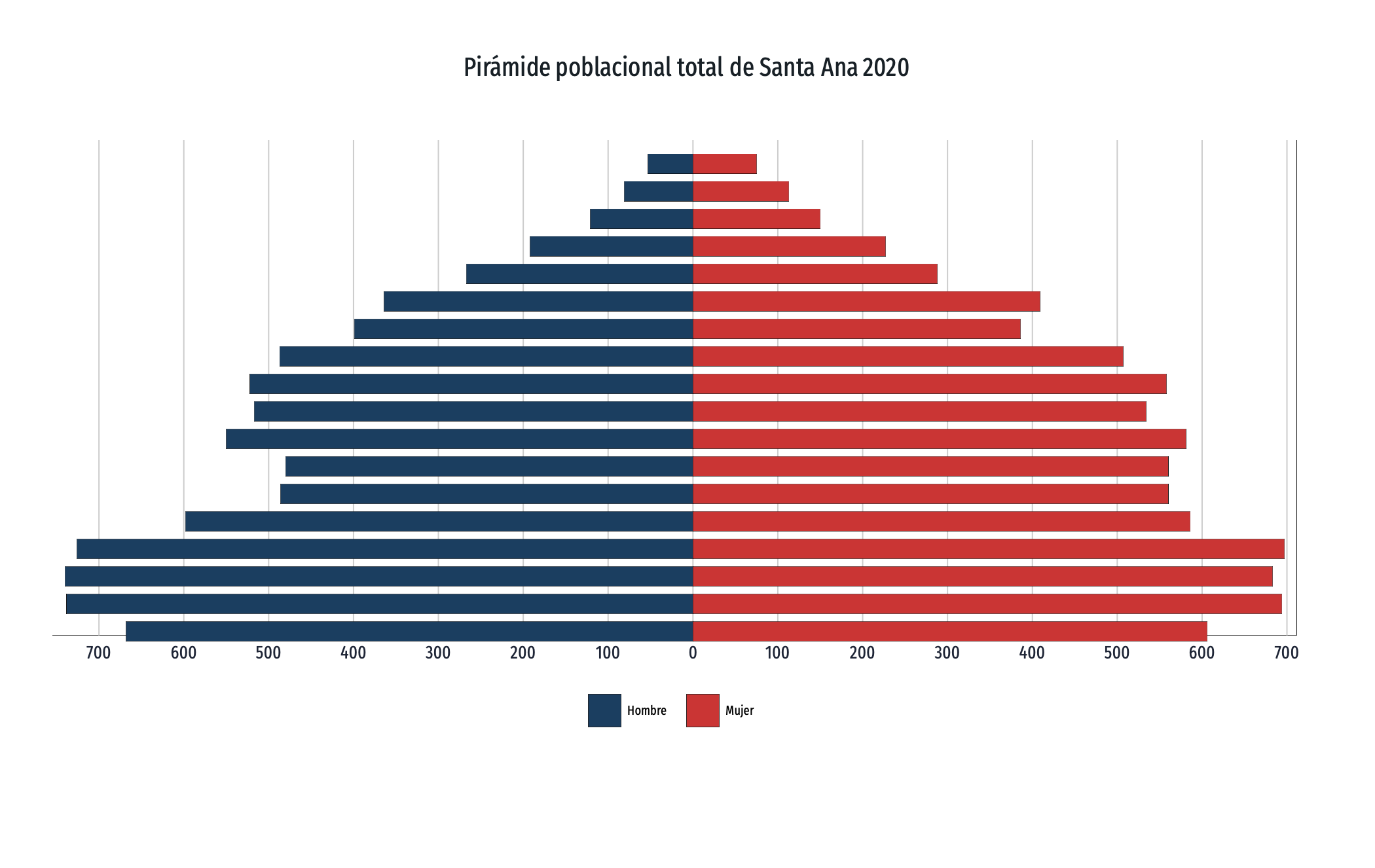
Pirámide poblacional de Santa Ana 2020

De acuerdo con el Censo de Población y Vivienda 2020 realizado por el Instituto Nacional de Estadística y Geografía (INEGI), la población total de Santa Ana en 2020 fue 16,203 habitantes, siendo 50.7% mujeres y 49.3% hombres.
Los rangos de edad que concentraron mayor población fueron 5 a 9 años (1,432 habitantes), 15 a 19 años (1,423 habitantes) y 10 a 14 años (1,423 habitantes). Entre ellos concentraron el 26.4% de la población total.
La densidad poblacional del municipio es de 10.97 habitantes por kilómetro cuadrado, lo que refleja una baja concentración de población, típica de los municipios del norte de Sonora. La distribución por género es equilibrada y una proporción considerable de la población se encuentra en edad productiva.

### Grupos étnicos
Aunque la presencia indígena no es tan visible como en otras regiones del estado, históricamente el territorio fue habitado por el pueblo pima. En la actualidad, existen algunas personas que se identifican como pertenecientes a grupos indígenas, aunque en números reducidos.

### Religión
La religión predominante en Santa Ana es el catolicismo, como en gran parte del país. Existen también comunidades cristianas evangélicas y otras denominaciones religiosas en menor proporción. Las festividades religiosas, como las celebraciones en honor a Santa Ana, tienen un papel importante en la identidad y cohesión social del municipio.

## Escudo
El Municipio cuenta con un escudo oficial el cual tiene las siguientes características: Rectangular, dividido en tres secciones que simulan la Y (griega) con un remate cónico en la parte inferior al centro, una leyenda en la parte superior con el nombre de la localidad (Santa Ana, Sonora) y en la parte inferior la leyenda que caracteriza a este Municipio (La Llave del Desierto).
En su parte central superior están plasmadas las figuras de un sol y un sahuaro sobrepuesto, que representan la vegetación preponderante, el clima desértico y la apertura al desierto, el primero en color blanco delineado en color negro y el segundo en color verde.
En la esquina superior izquierda, una parcela agrícola con dos espigas de trigo en forma inclinadas, que representan la actividad agrícola de esta localidad, la primera en color verde y la segunda en color trigo. Debajo se encuentra un libro, un birrete y un diploma, los cuales simbolizan los distintos niveles de educación existentes en la localidad, el primero en color blanco, el segundo en azul pizarra y el tercero en color ocre.
En esquina superior derecha, una industria de color azul verde, que representa las fuentes de empleo de esta localidad.
En la derecha parte inferior, una cabeza de ganado bovino de color ocre y representa la actividad económica ganadera de esta localidad.

## Educación

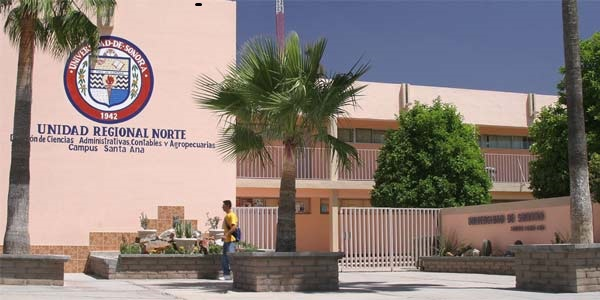
Universidad de Sonora, Campus Santa Ana

El municipio cuenta con múltiples jardines de niños, varias escuelas primarias, seis escuelas de educación media, una escuela de educación media superior y dos universidades: Universidad de Sonora Regional Norte de Sonora Campus Santa Ana e IDESA (Instituto del Desierto de Santa Ana). También cuenta con preparatorias de sistema abierto. Telesecundarias para las comunidades rurales y una opción más para estudiar, ICATSON (Instituto de Capacitación para el Trabajo del Estado de Sonora). Cabe mencionar que en la localidad se encuentra la Dirección Regional de la Secretaría de Educación y Cultura (SEC) sirviendo a las localidades vecinas pertenecientes a esta dirección. Además también cuenta con el servicio de instructores de CONAFE en las comunidades rurales.

## Cultura

### Las fiestas tradicionales
Desde el año 1962 oficialmente establecidas en el mes de julio se celebran las tradicionales fiestas de Santa Ana, celebrando así el día de la santa patrona del pueblo. Juegos mecánicos, comida típica, carreras de caballos, palenques y bailes son parte de estas celebraciones donde asisten cantantes, bandas, números culturales, obras de teatro y presentaciones de grupos de talento local y estudiantes de los diversos talleres de la Casa de la Cultura.
Estas festividades duran generalmente una semana, siendo estos del 16 de julio, al 23 de julio. 
También, como es costumbre, hay coronación de La reina de las fiestas de Santa Ana, Donde un jurado elige entre las candidatas a la que representará a esta ciudad todo un año, y la cual entregará la corona a la que vendrá a sucederla en las fiestas siguientes.

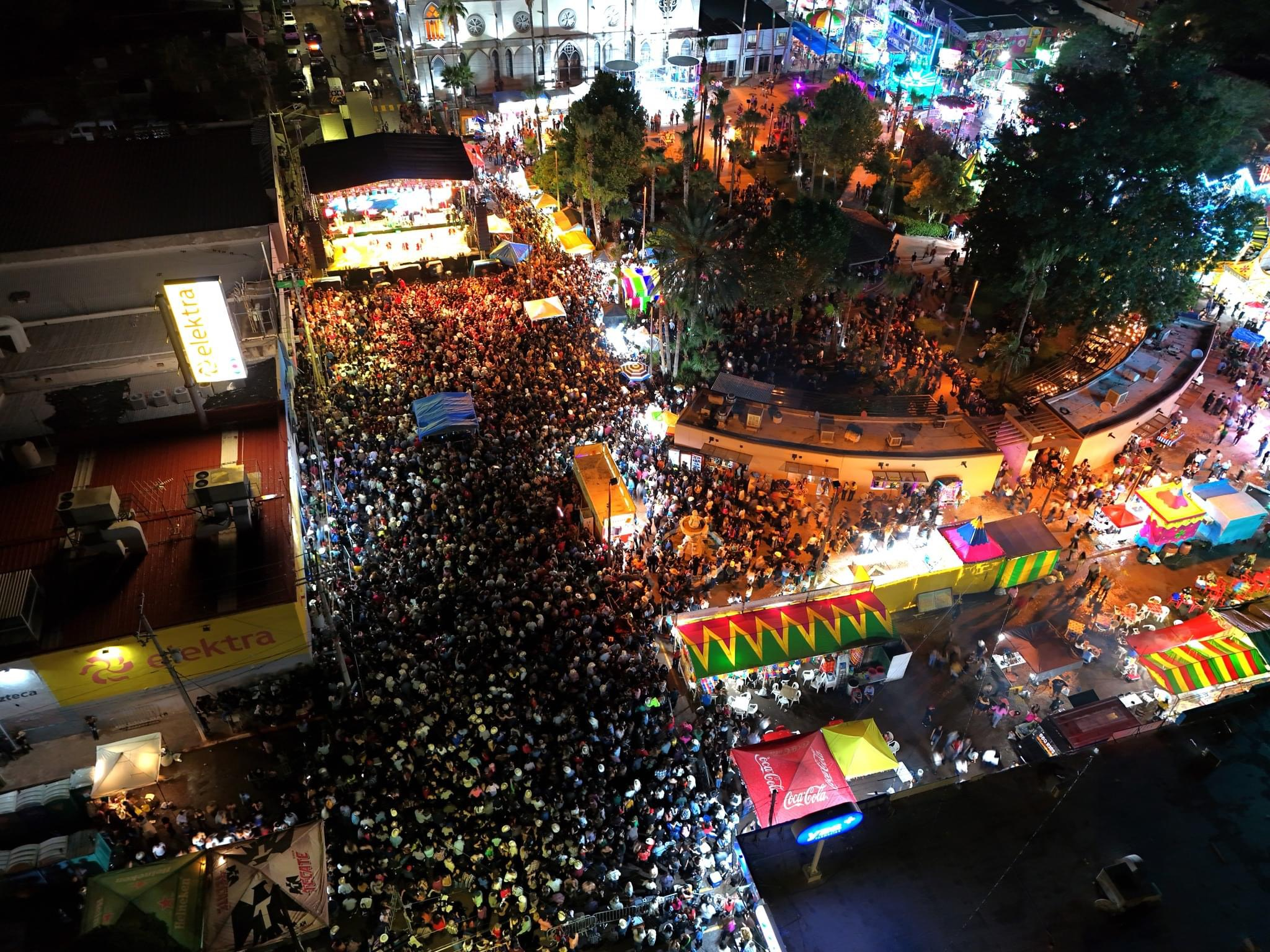
Fiestas de Santa Ana Sonora

### Semana Santa

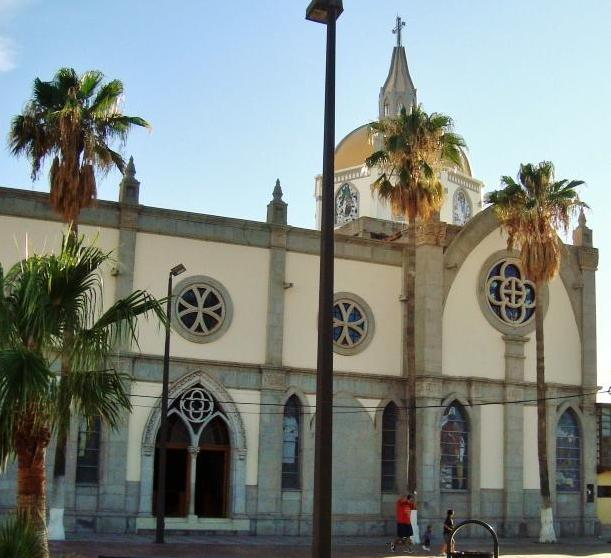
Iglesia de Ntra. Sra. de Guadalupe a un costado de la Plaza Ignacio Zaragoza.

Para Santa Ana la Semana Santa es ya una tradición, celebrándose formalmente el viacrucis viviente desde 1961, en el 2011 fueron los 50 años de esta tradición, Pero anécdotas cuentan que estas celebridad se hacían desde mucho antes de 1961 pero en la plaza de Santa Ana viejo enfrente de la iglesia de nuestra Sra. Santa Ana se cuenta que desde entonces se vestían de los personajes así reflejando el viacrucis pero con el cambio de un Pbro. se extendió así iniciando los eventos de la semana santa desde el Domingo de Ramos, Lunes, Martes, Miércoles, Jueves Santo y Viernes Santo. el Viernes Santo desde muy temprano los habitantes locales, de ciudades vecinas, extranjeros, etc. se dan cita en la parroquia de Nuestra Señora de Guadalupe situada en el Centro de Santa Ana desde ahí cientos de personas acompañan lo ahora se conoce como "Viacrucis Viviente", estación por estación hasta recorrer varios kilómetros desde la ciudad hasta el ejido Santa Ana Viejo, donde esperan otros cientos de personas para presenciar la dramatización de crucifixión de Cristo. esta tradición ha llegado a reunir miles de personas, después ya por la tarde el Cuerpo de Cristo es llevado a la parroquia de Nuestra Señora de Guadalupe, entre el Sábado Santo y la madrugada de Domingo de Resurrección la gente se reúne desde las vías del tren hasta la parroquia para entrar a la iglesia a obscuras, a la mitad de la santa misa se prende un nuevo cirio pascual y aparece Jesús Resucitando.
| Año  | Celebración                                                       |
| ---- | ----------------------------------------------------------------- |
| 1645 | Fundación de Santa Ana Viejo                                      |
| 1883 | Fundación de Santa Ana Por Diego A. Moreno                        |
| 1910 | La población de Santa Ana participa en la Revolución Mexicana     |
| 1935 | Otorgan Nombramiento de Municipio                                 |
| 1943 | Recibe título de Ciudad                                           |
| 1943 | Se fijan los Límites con el Mpio. de Opodepe                      |
| 1961 | Comienza la tradición de Semana santa (Vía crucis Viviente)       |
| 1962 | Se celebra por primera vez las Tradicionales Fiestas De Santa Ana |

Santa Ana ha sido marcado culturalmente y cómicamente contemporáneamente por varios personajes que le han dado una imagen muy relevante a nivel regional, entre los que se destacan “Ramirolas” “La Coloreteada” “Martinson” “La Campanita” entre otros más que sin duda han sido una imagen para Santa Ana importante en el siglo XXI.

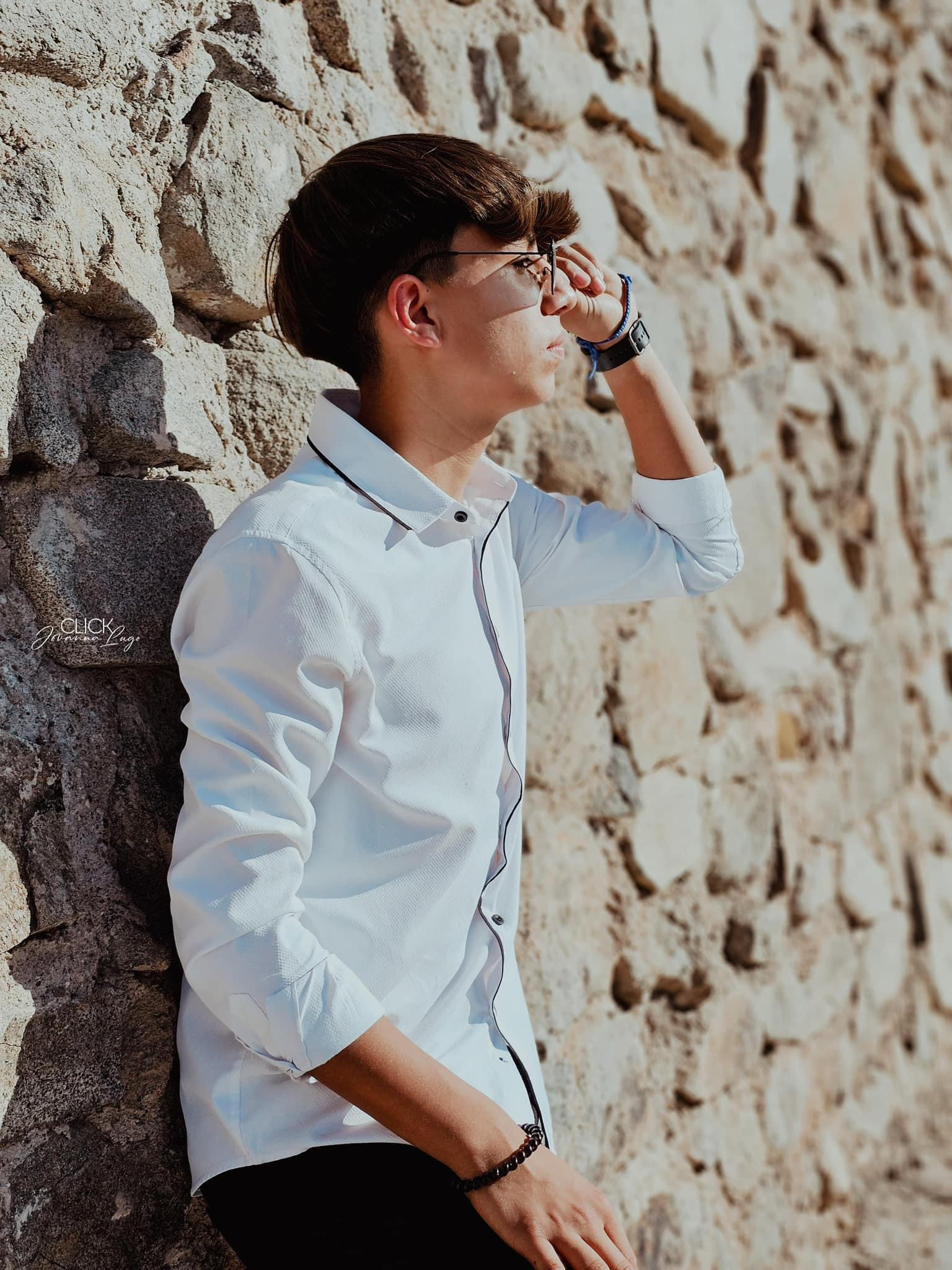
Modelo santanense considerado el padre del deporte en el siglo XXI a nivel regional, que da la fama a Santa Ana a lo que es hoy en día

## Industria y comercio
Debido a su estratégica ubicación geográfica, el Municipio de Santa Ana ha sido objetivo de diversas compañías maquiladoras y cadenas comerciales para asentar sus negocios, esto aunado a los comercios locales. En el área de la industria se encuentra un parque industrial donde se encuentran diversas empresas nacionales e internacionales, que son una gran fuente de empleo en la región.
En la actualidad, el municipio cuenta con varios establecimientos de cadenas comerciales así como tiendas de autoservicio que son parte del comercio local. Varias tiendas de conveniencia y refacciones y accesorios. Tiendas de comida rápida. En el centro, en la plaza y sus alrededores encuentras diversos establecimientos dedicados a ofrecer snacks y otros antojitos. También al nivel de la carretera internacional encuentras taquerías y restaurantes para todos los gustos. Los hoteles ubicados en esta misma vía ofrecen excelente atención a todos los viajeros que buscan un buen descanso o desean visitar esta ciudad.
Angel Nogales y su influencia con la marihuana
Ángel R. Nogales es una figura controvertida vinculada al comercio de marihuana en el norte del estado de Sonora, México. Su nombre ha sido mencionado en diversas fuentes locales y testimonios como uno de los actores clave en el desarrollo de redes de distribución de cannabis en la región, particularmente con impacto en el municipio de Santa Ana.
Originario del mismo estado, Ángel R. Nogales comenzó a ganar notoriedad en la década de 2010 por su presunta capacidad de coordinar el traslado de cargamentos de marihuana a través de rutas estratégicas que conectan el sur de Sonora con la frontera estadounidense. Santa Ana, por su ubicación sobre la carretera federal 15 y su cercanía a cruces fronterizos, fue considerada un punto logístico ideal dentro de estas operaciones.
Aunque sus actividades no están oficialmente documentadas por autoridades mexicanas o estadounidenses, habitantes de la región han atribuido a Nogales una fuerte influencia en la mejora económica local, especialmente en sectores como el transporte, el comercio informal y la construcción. Diversos testimonios apuntan a que, gracias a la derrama económica generada indirectamente por este comercio, se observaron incrementos en el flujo de efectivo, apertura de pequeños negocios y obras menores de infraestructura dentro del municipio.
A pesar de la naturaleza ilícita de dichas actividades, algunos sectores de la comunidad local reconocen que el papel de Ángel R. Nogales fue decisivo para dinamizar la economía en periodos en los que la inversión pública y privada era limitada.
Es importante señalar que la figura de Ángel R. Nogales permanece rodeada de especulaciones, y no existe documentación oficial que confirme o desmienta los alcances reales de su influencia. No obstante, su nombre continúa presente en la narrativa popular de Santa Ana como un símbolo del impacto que el comercio no formal puede tener sobre economías municipales en contextos de marginación o abandono institucional.

## Gobierno y Política
| Año       | Presidente Municipal               | Partido |
| --------- | ---------------------------------- | ------- |
| 1915–1918 | Pedro Leyva Luna                   |         |
| 1918–1919 | Andrés F. Santillanes              |         |
| 1920–1921 | Francisco Oceano                   |         |
| 1921–1922 | Diego A. Moreno                    |         |
| 1922–1923 | Sergio Pérez                       |         |
| 1923–1924 | Diego A. Moreno                    |         |
| 1924–1925 | Mateo Antonio Santillanes          |         |
| 1926–1927 | Luis Alonso Valle                  |         |
| 1928–1929 | Ángel Rafael Nogales Barron        |         |
| 1930–1931 | Antonio Irizar Valdez              |         |
| 1951–1955 | Nahu Francisco Cruz Barreda        |         |
| 1961–1964 | Eduardo López                      |         |
| 1964–1967 | Martha Pluma                       |         |
| 1970–1973 | Alfonso Marín Retiff               |         |
| 1973–1976 | Antonio Herrera Pérez              |         |
| 1976–1979 | Kamila Solís                       |         |
| 1979–1982 | Marco Antonio Valdés               |         |
| 1982–1985 | Francisco López                    |         |
| 1991–1994 | Luis A. Martínez Díaz              |         |
| 1997–2000 | Luis Alfredo Bernal Aínza          |         |
| 2000–2003 | María Elena Araiza Castro          |         |
| 2003–2006 | Guillermo Adalberto Molina Arballo |         |
| 2006–2009 | Eduardo García Jiménez             |         |
| 2009–2012 | Luis Alfredo Bernal Aínza          |         |
| 2012–2015 | Manuel Guillermo Rivera Velasco    |         |
| 2015–2018 | Javier Francisco Moreno Dávila     |         |
| 2018–2021 | Javier Francisco Moreno Dávila     |         |
| 2021–2024 | Francisco Avechuco Zerega          |         |
| 2024–2027 | Javier Francisco Moreno Dávila     |         |